# Dolden-Johannisbeere
Die Dolden-Johannisbeere (Ribes fasciculatum) ist ein kleiner, bis 1,5 Meter hoher Strauch mit tief gelben, duftenden Blüten und scharlachroten Früchten aus der Familie der Stachelbeergewächse (Grossulariaceae). Das natürliche Verbreitungsgebiet der Art liegt in China, Japan und Korea. Die Art wird nur sehr selten kultiviert.

## Beschreibung

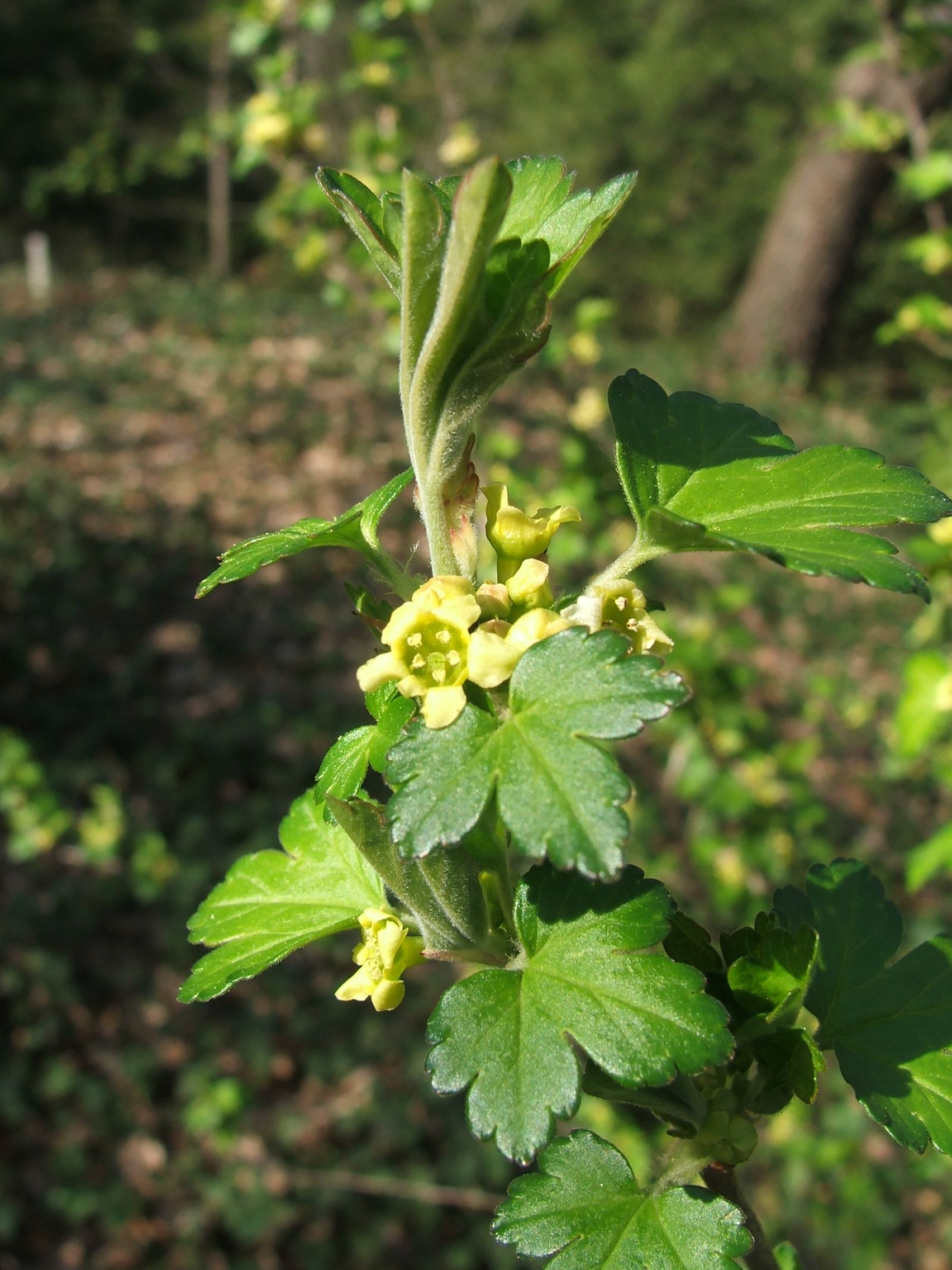
Blüten

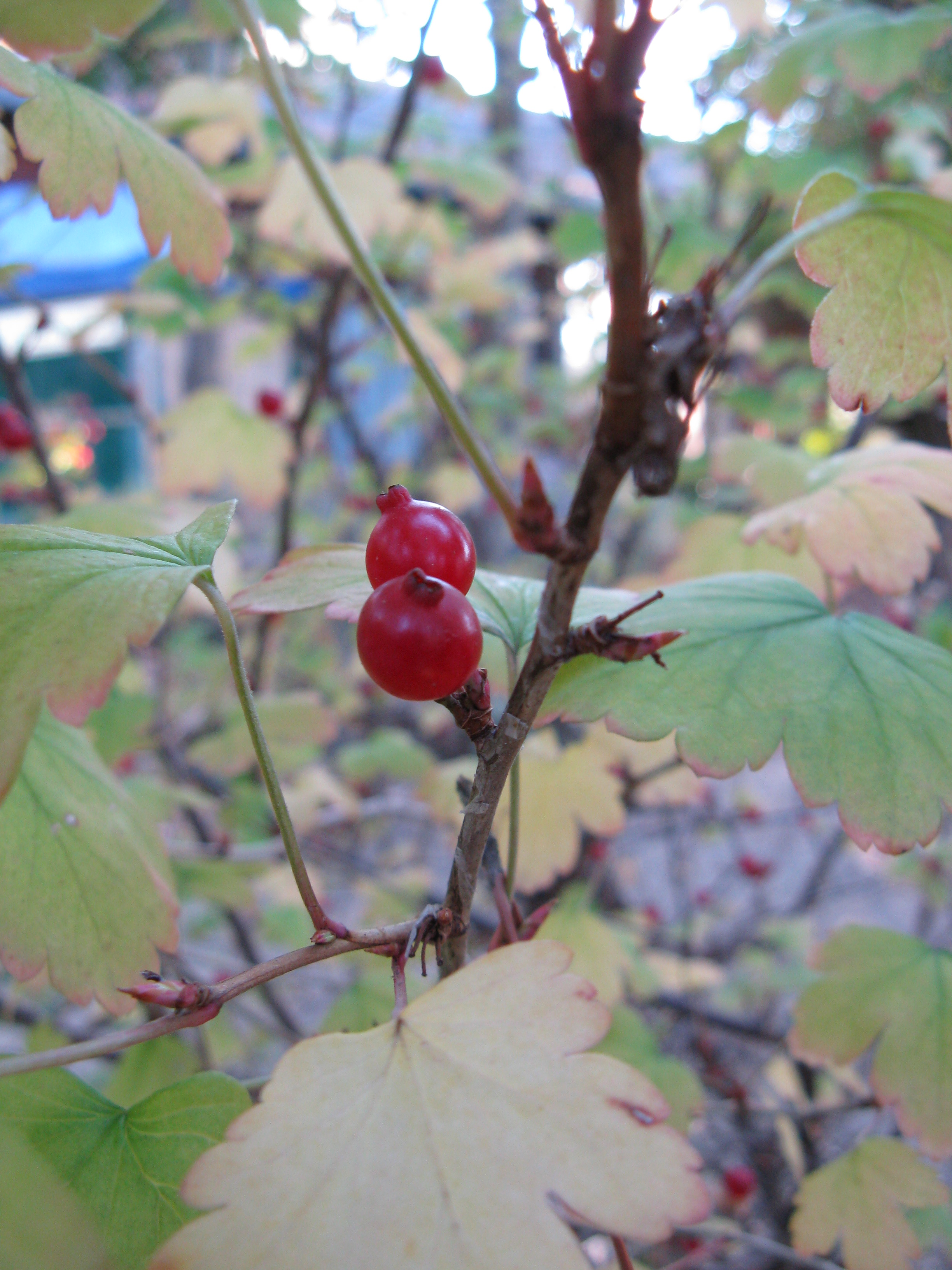
Früchte

Die Dolden-Johannisbeere ist ein 1,5 Meter hoher, Laub abwerfender Strauch mit dicken, bräunlichen, unbewehrten Zweigen. Die Knospen sind bräunlich, 2 bis 5 Millimeter lang, eiförmig bis länglich eiförmig, kahl und spitz. Die Laubblätter haben einen 1 bis 3 Zentimeter langen, behaarten oder selten kahlen Stiel. Die Blattspreite ist einfach, drei- bis fünflappig, rundlich, selten ab 2 meist 3 bis 4 und selten bis 8 Zentimeter lang und 3,5 bis 5 (selten ab 2,5 bis 10) Zentimeter breit, mit gestutzter oder flach herzförmiger Basis. Die Lappen sind breit eiförmig, grob und stumpf gesägt mit stumpfem oder spitzem Ende. Der mittlere Lappen ist etwa gleich lang oder etwas länger als die seitlichen. Beide Seiten sind kahl oder behaart.
Die Blüten sind zweihäusig verteilt. Sie sind tief gelb und duftend. Die männlichen Blütenstände sind sitzende Dolden aus zwei bis neun Blüten. Die weiblichen Blüten stehen selten einzeln, meist in Büschel aus zwei bis vier, selten sechs Blüten. Die Tragblätter sind länglich, 5 bis 8 Millimeter lang, schwach flaumhaarig, einadrig und fallen früh ab. Die Blütenstiele sind kahl oder schwach behaart und selten ab 3 meist 5 bis 9 Millimeter lang. Der Blütenbecher ist kuppelförmig, gelblich grün, 2 bis 3 Millimeter lang, mit eiförmigen bis zungenförmigen, 2 bis 4 Millimeter langen und zur Blütezeit zurückgebogenen Zipfeln. Die Kronblätter sind tief gelb, 1,5 bis 2 Millimeter lang und rundlich bis fächerförmig. Die Staubblätter sind länger als die Kronblätter. Der Fruchtknoten ist birnenförmig. Die Früchte sind scharlachrot, rundlich mit Durchmesser von 6 bis 10 Millimeter. 
Die Dolden-Johannisbeere blüht von April bis Mai, die Früchte reifen von Juli bis September.

## Vorkommen und Standortansprüche
Das natürliche Verbreitungsgebiet liegt in den chinesischen Provinzen Anhui, Gansu, Henan, Hubei, Jiangsu, Jiangxi, Shaanxi, Shandong und Zhejiang, auf den japanischen Inseln Honshū, Kyushu und Shikoku und auf der Koreanischen Halbinsel. Die Dolden-Johannisbeere wächst in Wäldern, Waldrändern und Bambuswäldern in Höhen von 700 bis 2400 Metern, auf frischen bis feuchten, sauren bis neutralen, sandig- bis lehmig-humosen, nährstoffreichen Böden an licht- bis halbschattigen Standorten. Die Art ist frosthart.

## Systematik
Die Dolden-Johannisbeere (Ribes fasciculatum) ist eine Art aus der Gattung der Johannisbeeren (Ribes) in der Familie der Stachelbeergewächse (Grossulariaceae). Sie wird in der Untergattung Berisia der Sektion Hemibotrya zugeordnet. Die Art wurde 1843 von Philipp Franz von Siebold und Joseph Gerhard Zuccarini erstmals wissenschaftlich beschrieben. Der Gattungsname Ribes leitet sich vom arabischen Namen einer Art der Rhabarber ab. Der Name wurde im Mittelalter wegen des säuerlichen Geschmacks der Beeren einiger Arten, der an den Geschmack des Rhabarbers erinnert, für die Johannisbeeren übernommen. Das Artepitheton fasciculatum stammt aus dem Lateinischen und bedeutet „gebündelt“.
Es werden drei Varietäten unterschieden:
- Ribes fasciculatum  var. chinense Maxim. mit dicht behaarten Zweigen und Blattspreiten und kahlen Fruchtknoten und Früchten. Die Blattspreite ist etwa 10 Zentimeter lang.
- Ribes fasciculatum var. fasciculatum mit kahlen oder anfangs locker flaumig behaarten und später beinahe kahlen Zweigen und Blattspreiten.
- Ribes fasciculatum var. guizhouense L.T. Lu mit dicht behaarten Zweigen und Blattspreiten und anfangs flaumig behaarten Fruchtknoten und Früchten, die später verkahlen. Die Blattspreite ist etwa 6 Zentimeter lang.

## Verwendung
Die Dolden-Johannisbeere wird sehr selten kultiviert.

## Nachweise